# Rhinognatha scopigera
Rhinognatha scopigera là một loài bướm đêm trong họ Noctuidae.